# Alaiye
Alaiye (علائیه) es el nombre selyúcida medieval de la ciudad de Alanya, en la costa sur de Turquía. Se refiere a la ciudad-estado en un período específico y al beylik que se desarrolló alrededor de esa ciudad, a veces bajo la dinastía karamánida. Después de la batalla de Köse Dağ, que se libró entre el Sultanato de Rum gobernado por la dinastía selyúcida y el Imperio mongol el 26 de junio de 1243, donde los mongoles lograron una victoria decisiva, los selyúcidas perdieron el control de la ciudad y se volvió semiautónoma.

## Historia
Tras su derrota frente a los mongoles en la batalla de Köse Dağ en 1243, el estado turco del Sultanato del Rum entró en un periodo de fragmentación y caos, donde los gobernadores locales (bey en turco) lograron mayor poder y pasaron a crear estados semiautónomos cuyo vasallaje al poder selyúcida fue muchas veces situacional.
Enrique II de Lusignan, último rey coronado de Jerusalén que también gobernó como rey de Chipre, hizo un intento infructuoso de invadir Alaiye en 1291, parte del estado selyúcida en Anatolia. La influencia de los karamánidas, dinastía turca cuya base de poder en el centro-sur de Anatolia alrededor de la actual provincia de Karaman se conoce como Principado de Karaman o Beylicato de Karaman (Karaman Beyliği en turco), comenzó en 1293 con la captura del bey o gobernador selyúcida de Alaiye Majd ad-Din Mahmud (en  turco: Mecdüddin Mahmud).
Alaiye existió como beilicato de una forma u otra desde 1293 hasta 1471. El segundo reinado de Kayqubad III, sultán de Rum entre los años 1298 y 1302, tuvo su capital allí. 
En 1366, un intento por parte de Pedro I de Chipre de ocupar el beylicato no tuvo éxito. Tras pequeñas incursiones cristianas en la región en 1371, Badr ad-Din Mahmud Bey, emir de los karamánidas, construyó una mezquita y una madrasa en 1373-1374 en la ciudad.
En 1427, el sultán mameluco Al-Ashraf Sayf Addin Barsbay adquirió Alaiye al sultán karamánida Damad II İbrahim Bey a cambio de 5000 monedas de oro.
La victoria en 1471 el general otomano Gedik Ahmed Pachá contra Kasim Bey y los karamánidas también se produjo en Alaiye, marcando el final del último beilicato independiente en Anatolia y el comienzo de un nuevo periodo de centralización bajo la dinastía otomana.

## Lista de gobernantes
- Mecdüddin Mahmud (1293-?)
- Yusuf (1330-1337)
- Şemseddin Mehmed (1337-1352)
- Hüsameddin Mahmud
- Savcı Bey ( - 1423)
- Karaman Bey
- Lütfi ( - 1455)
- Kılıç Arslan (1455 - 1471)